# Deadly Ray from Mars
Deadly Ray from Mars è un film del 1936 di 97 minuti, condensato dei 15 episodi di 299 minuti del serial cinematografico Flash Gordon alla conquista di Marte, dello stesso anno con Buster Crabbe nel ruolo di Flash Gordon. Il personaggio è ispirato all'omonimo personaggio dei fumetti fantascientifici ideato nel 1934 da Alex Raymond.

## Distribuzione
Questa versione del film uscì negli Stati Uniti e in Italia nelle sale cinematografiche. Successivamente, nel 1966, questa versione "condensata" del serial cinematografico ha avuto anche una sua distribuzione televisiva statunitense. Il 19 marzo 2002 il film è uscito in DVD, in versione R1 negli Stati Uniti, ma a tutt'oggi non ha ancora avuto una distribuzione europea, diversamente dal serial cinematografico Flash Gordon's Trip to Mars da cui il film è tratto, che ha avuto una sua distribuzione in cofanetto dvd in Europa, tranne che in Italia, dove il film è inedito in assoluto, non essendo mai uscito in precedenza neanche al cinema a differenza del serial cinematografico da cui è tratto, inedito al cinema, ma distribuito in dvvd dalla Eagle Pictures col titolo Flash Gordon alla conquista di Marte.